# 近藤健児
近藤 健児（こんどう けんじ、1962年（昭和37年） - ）は、日本の経済学者。中京大学経済学部教授。学位は、博士（経済学）（名古屋市立大学・論文博士・2000年）。専門は国際経済学、特に国際労働移動の経済分析が主たる研究テーマである。文庫本やクラシック音楽に関する著書もある。

## 略歴
- 1962年 - 愛知県に生まれる
- 1980年3月 - 愛知県立千種高等学校卒業
- 1984年3月 - 京都大学経済学部卒業
- 1984年4月 - 愛知県立日進高等学校教諭
- 1988年4月 - 愛知県立昭和高等学校教諭
- 1989年4月 - 名古屋市立大学大学院経済学研究科修士課程日本経済・経営専攻(社会人大学院)入学
- 1991年3月 - 同卒業
- 1991年4月 - 名古屋市立大学大学院経済学研究科博士後期課程入学、愛知県立瑞陵高等学校定時制課程教諭
- 1994年3月 - 名古屋市立大学大学院経済学研究科博士後期課程単位取得満期退学
- 1994年4月 - 中京大学経済学部専任講師
- 1997年4月 - 中京大学経済学部助教授
- 1997年8月 - マギル大学客員研究員(- 1998年7月)
- 2000年7月 - 博士（経済学）（名古屋市立大学）の学位を取得
- 2000年10月 - 中京大学経済学部教授
- 2010年9月 - バーリ大学客員研究員(- 2011年3月)
- 2015年4月 - 中京大学経済学部学部長（- 2017年3月）

## 所属学会
- 日本国際経済学会 常任理事(2013年10月 - 2020年10月)、出版委員会委員長(2016年10月 - 2018年10月)
- 日本地域学会
- 日本応用経済学会 理事(2017年10月 - 2020年6月)
- Regional Science Association International (RSAI)

## 受賞歴
- 2003年 - 日本地域学会第2回著作賞(多和田眞、松葉敬文と共同受賞)
- 2012年 - 日本国際経済学会小島清賞研究奨励賞[1]。
- 2017年 - 日本応用経済学会2016年度著作賞[2]
- 2017年 - 日本地域学会第16回著作賞[3]

## 著書
出典

### 経済学関連
研究書

#### 単著
- 『国際労働移動の経済学』（2000年、勁草書房）
- 『環境・貿易と国際労働移動』（2009年、勁草書房）
- 『The Economics of International Immigration: Unemployment, the Wage Gap, and Economic Welfare』（2016, Springer）
- 『現代経済の諸問題と国際労働移動』（2021年、勁草書房）

#### 共著・編著
- 多和田眞、松葉敬文と共著『労働者管理企業と労働移動の経済学』（2002年、勁草書房）
- 藪内繁己と編著『現代国際貿易の諸問題』（2007年、勁草書房）
- 國崎稔、寳多康弘と編著『現代経済理論と政策の諸問題』（2012年、勁草書房）
- 寳多康弘、須賀宣仁と編著『国際貿易理論の現代的諸問題』（2019年、勁草書房）
- ニコラ・Ｄ・コニーリョ、平岩恵里子と共著『イタリアから学ぶ外国人労働者問題』（2025年、創成社）

#### Chapter Contribution
- Alan D. Woodland 編『Economic Theory and International Trade』（2002, Edward Elgar，第17章執筆）
- Binh Tran-Nam, Makoto Tawada, Masayuki Okawa 編『Recent Developments in Normative Trade Theory and Welfare Economics』（2018, Springer）- 第9章執筆
- Amitrajeet A, Batabyal, Yoshio Higano, Peter Nijkamp 編『Rural-Urban Dichotomies and Spatial Development in Asia』 (2021, Springer) - 第2章を倉田洋と執筆
- Cuong Le Van, Van Pham Hoang, Makoto Tawada 編『International Trade, Economic Development, and the Vietnamese Economy: Essays in Honor of Binh Tran-Nam』（2022, Springer）- 第7章を松原聖と執筆
- Sugata Marjit and Biswajit Mandal 編 『International Trade, Resource Mobility and Adjustments in a Changing World』　(2024, Springer)   - 第20章を倉田洋と執筆

教科書

#### 単著
- 『ファーストステップ経済数学』（2007年、創成社）

#### 共著・編著
- 多和田眞と編著『国際経済学』（1999年、2002年、2006年、創成社）
- 多和田眞と共著『経済学のエッセンス100』（2003年、2013年、2018年、中央経済社）
- 多和田眞と編著『国際経済学の基礎100項目』（2007年、2011年、2015年、2018年、2022年、創成社）

### その他の著書
書誌・読書

#### 単著
- 『絶版文庫交響楽』（1999年、青弓社）
- 『絶版新書交響楽 新書で世界の名作を読む』（2021年、青弓社）
- 『絶版文庫万華鏡』（2022年、青弓社）
- 『世界文学全集万華鏡 文庫で読めない世界の名作』（2025年、青弓社）

#### 共著
- 田村道美、中島泉と共著 『絶版文庫三重奏』（2000年、青弓社）
- 田村道美、瀬戸洋一、中野光夫と共著 『絶版文庫四重奏』（2001年、青弓社）
- 田村道美、中野光夫、瀬戸洋一と共著 『絶版文庫嬉遊曲』（2002年、青弓社）

クラシック音楽

#### 単著
- 『クラシックCD異稿・編曲のたのしみ』（2006年、青弓社）
- 『辺境・周縁のクラシック音楽1 イベリア・ベネルクス篇』（2010年、青弓社）
- 『辺境・周縁のクラシック音楽2 中・東欧篇』（2011年、青弓社）

#### 共著
- 木下淳、田畑休八、鈴木晃志郎、鮫島奈津子と共著 『クラシックCD異稿・編曲のよろこび』（2007年、青弓社）
- 久保健と共著 『クラシック偽作・疑作大全』（2022年、青弓社）